# Turbera de Moseley

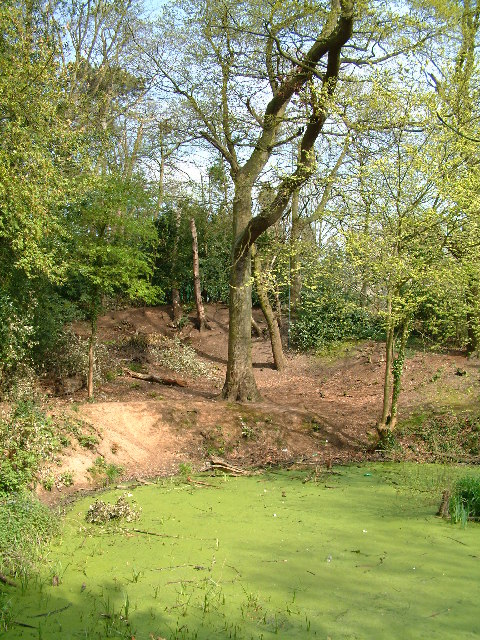
Zona pantanosa en el bosque de la turbera de Moseley.

La turbera de Moseley es una pequeña turbera cubierta de bosque situada a unos cinco kilómetros al sur de la ciudad de Birmingham (Inglaterra), entre las localidades de Sparkhill y Billesley, Hall Green y Moseley. Está declarada reserva natural local.

## Descripción
La turbera fue anegada como reserva secundaria de agua para la presa derivadora que permite el funcionamiento del molino de Sarehole. Aunque ahora está desecada, se mantiene el coferdán construido sobre su lado este. El arroyo Coldbath drena la charca Coldbath por una zanja que recorre la turbera y desemboca en la presa derivadora. Además, hay parvas para la fabricación de carbón vegetal en las riberas del arroyo Coldbath, que fueron catalogadas, con su entorno inmediato, como Scheduled Ancient Monuments el 24 de julio de 2002.

## Personajes relacionados
El escritor J. R. R. Tolkien vivió de niño cerca de la turbera, y más tarde reconoció el paraje como fuente de inspiración para el Bosque Viejo en sus novelas El hobbit y El Señor de los Anillos. El cercano molino de Sarehole y los terrenos que la rodean en las riberas del río Cole podrían haber inspirado también los escritos de Tolkien, concretamente la región ficticia denominada la Comarca. 
La banda de reggae UB40 utilizó una casa adyacente a la reserva (ya demolida) para realizar sus primeras grabaciones.

## Protección legal y planes de futuro

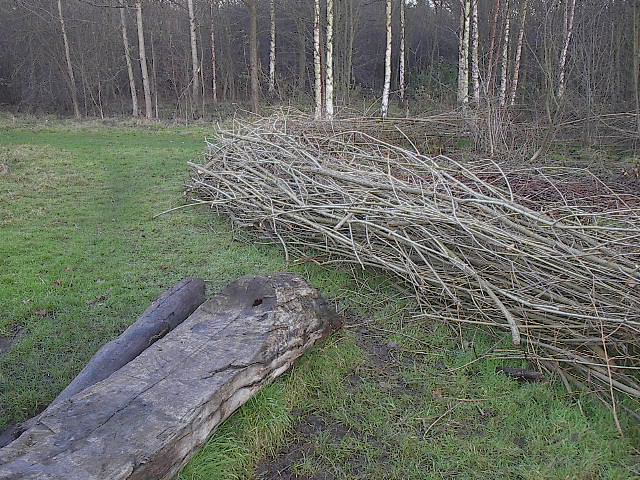
Restos vegetales en el bosque de la turbera de Moseley.

La turbera fue declarada Local Nature Reserve (LNR, «Reserva local de la naturaleza») por el Ayuntamiento de Birmingham el 17 de julio de 1991. La mayor parte del área que comprende la turbera de Moseley fue declarada Site of Special Scientific Interest (SSSI, «Sitio de especial interés científico») en 1980. Sin embargo, tras la declaración del paraje como LNR y la evaluación que con aquel motivo llevó a cabo English Nature el paraje fue descatalogado como SSSI el 21 de julio de 1992, manteniéndosele su designación local como Site of Importance for Nature Conservation (SINC, «Sitio de importancia para la conservación de la naturaleza»).
El Wildlife Trust for Birmingham and the Black Country organizó en este paraje el primer International Dawn Chorus Day («Día internacional del canto al amanecer»), en 1984.
En 2000 la Moseley Bog Local Nature Reserve fue formalmente renombrada Joy's Wood («Bosque de Joy»), en reconocimiento del esfuerzo realizado por el activista local Joy Fifer por la protección del paraje. Fifer orquestó la exitosa campaña «Salvemos nuestra turbera», que en 1980 libró el paraje de su desarrollo urbanístico y arrancó el movimiento ecologista urbano.
El Wildlife Trust for Birmingham and the Black Country ha acordado con el Ayuntamiento de Birmingham hacerse cargo de la gestión de la turbera de Moseley. En agosto de 2006 lanzó una consulta pública en busca de propuestas para la conservación del lugar, mejorar su accesibilidad y permitir su disfrute por más gente.